# Fabiano
Fabiano, właśc. Fabiano de Lima Campos Maria (ur. 24 listopada 1985 roku w Campinas w stanie São Paulo) – brazylijski piłkarz, grający na pozycji napastnika lub pomocnika.

## Kariera piłkarska

### Kariera klubowa
Rozpoczął karierę piłkarską w Ponte Preta Campinas. Latem 2007 wyjechał do Europy, gdzie został piłkarzem austriackiego Rapid Wiedeń, a w 2008 wypożyczony do Wacker Innsbruck. W sierpniu 2010 jako wolny agent podpisał kontrakt z greckim Arisem Saloniki. Rozegrał tylko 3 mecze i w marcu 2011 przeniósł się do Metałurha Zaporoże. Po wygaśnięciu kontraktu w lipcu 2012 powrócił do Austrii, gdzie został piłkarzem LASK Linz.